# Norma de Góes Monteiro
Norma de Góes Monteiro (Maceió, 18 de março de 1936 - Belo Horizonte, 26 de julho de 2014) foi uma historiadora brasileira.
Foi superintendente do Arquivo Público Mineiro, coordenadora de Arquivos Permanentes no Arquivo Nacional, dirigente do Arquivo Público da Cidade de Belo Horizonte, professora da Universidade Federal de Minas Gerais e diretora do Centro de Estudos Mineiros da UFMG.

## Formação
Norma de Góes Monteiro foi aluna do Colégio Sion e do Colégio São Paulo durante o ensino secundário. Em seguida, cursou o bacharelado (1960) e a licenciatura (1961) em História na Universidade Federal de Minas Gerais.
Especializou-se em História de Portugal Moderno e Contemporâneo na Faculdade de Letras da Universidade de Lisboa (1969), realizando estágios no Arquivo Histórico Ultramarino e no Arquivo Nacional da Torre do Tombo. Defendeu tese de doutorado em História na UFMG sobre a imigração em Minas Gerais no fim do século XIX, sendo posteriormente publicado em forma de livro pela Editora Itaitaia, intitulado "Imigração e colonização em Minas 1889-1930" (1994).

## Carreira

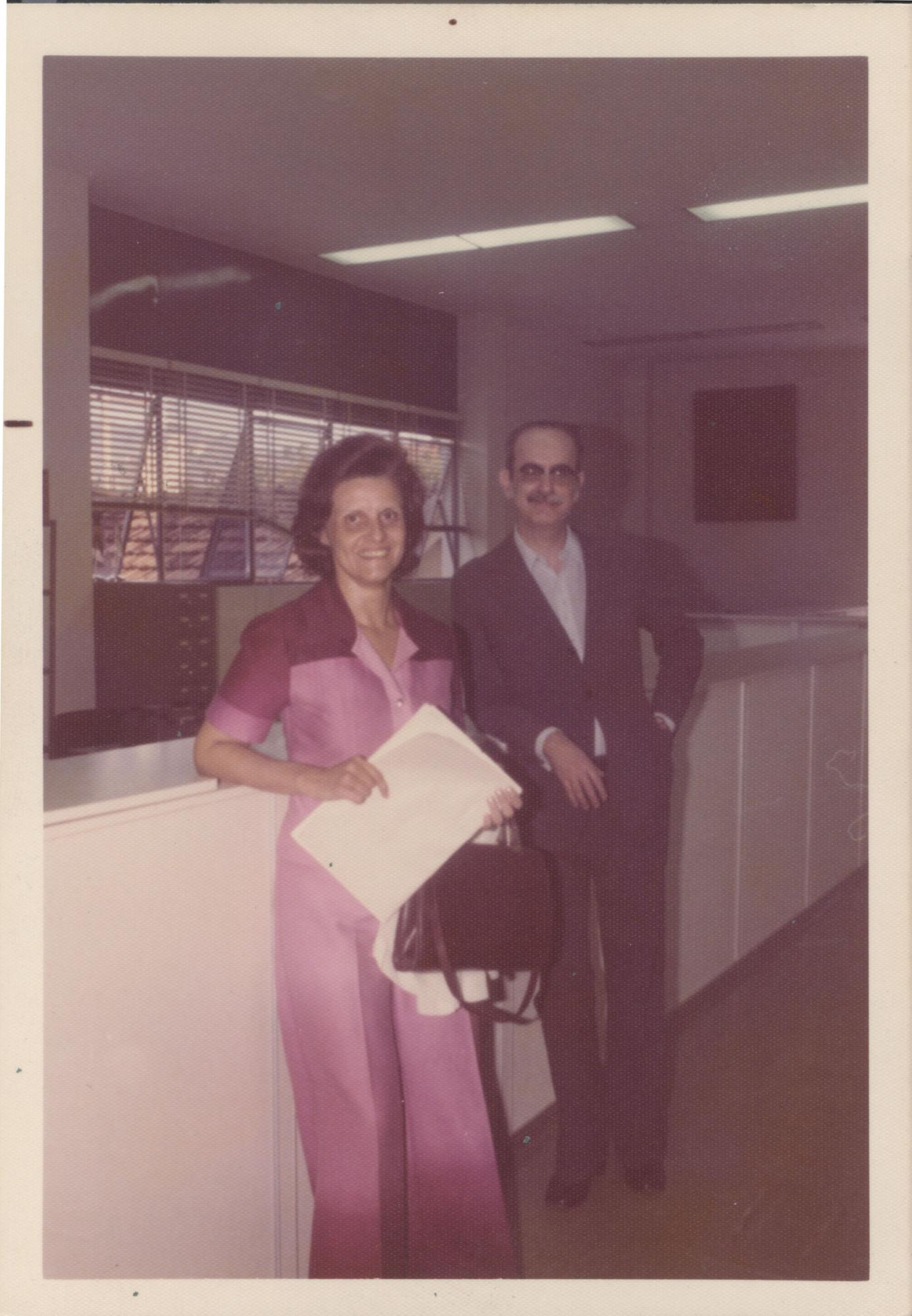
Norma de Góes Monteiro e Francisco Iglésias no Arquivo Público Mineiro em 1976.

Como professora do Departamento de História da Universidade Federal de Minas Gerais, Norma de Góes Monteiro é creditada como uma das responsáveis pelo estabelecimento de uma "cultura de pesquisa" no curso durante os anos 1970. Como historiadora, foi vice-presidente da Associação Nacional de História no biênio 1972-1973 e primeira-secretária no biênio 1974-1975.

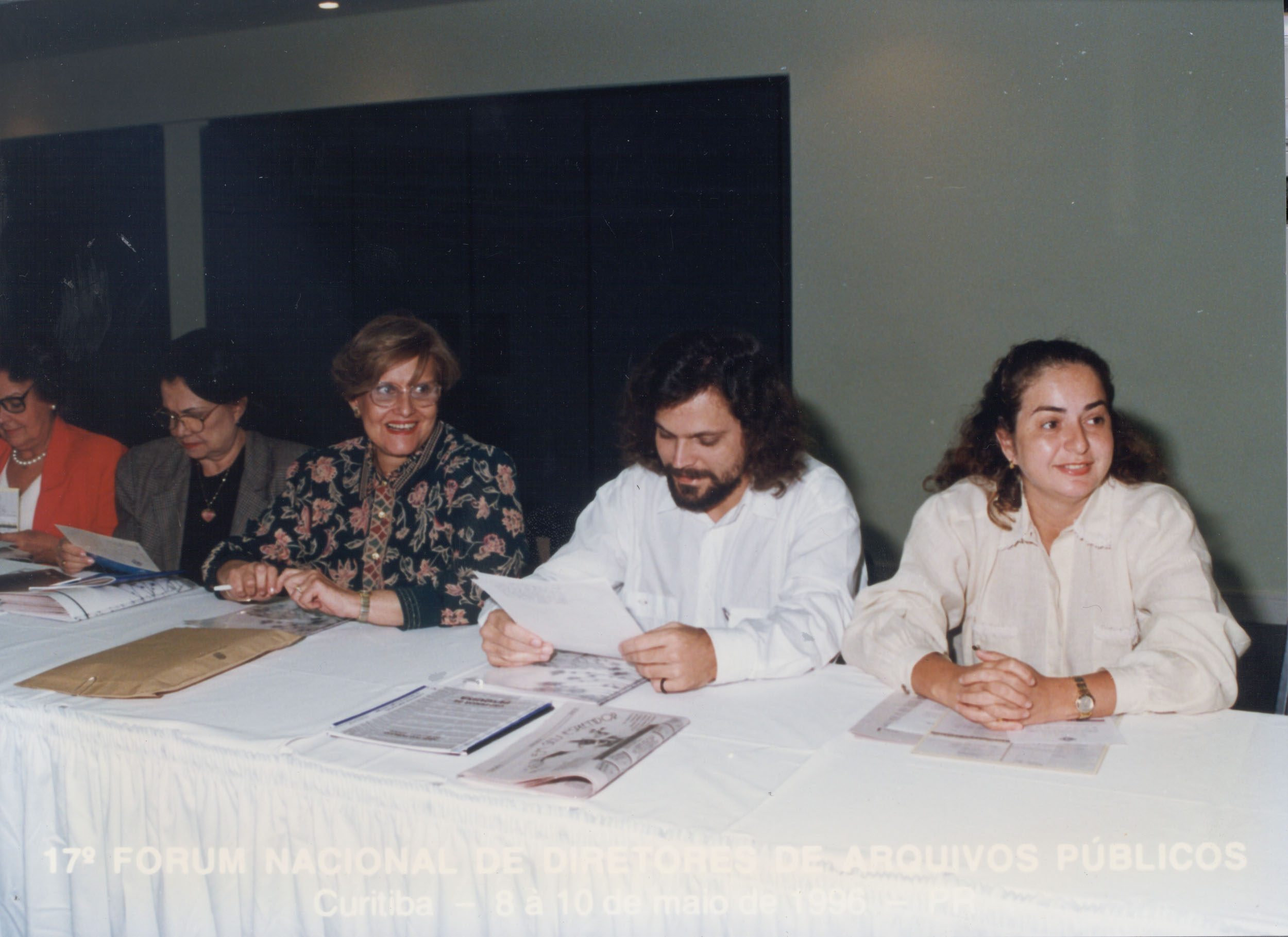
Norma de Góes Monteiro no 17º Fórum Nacional de Diretores de Arquivos Públicos.

Foi responsável pela criação do Arquivo Público da Cidade de Belo Horizonte, sendo sua primeira diretora entre 1991 e 1994, coordenando o Seminário "Bases para a implantação de um arquivo moderno: APCBH" (1991).
Foi nomeada pelo Governador de Minas Gerais, Eduardo Azeredo, como presidente da Comissão Estadual do V Centenário do Descobrimento do Brasil, em 1998.

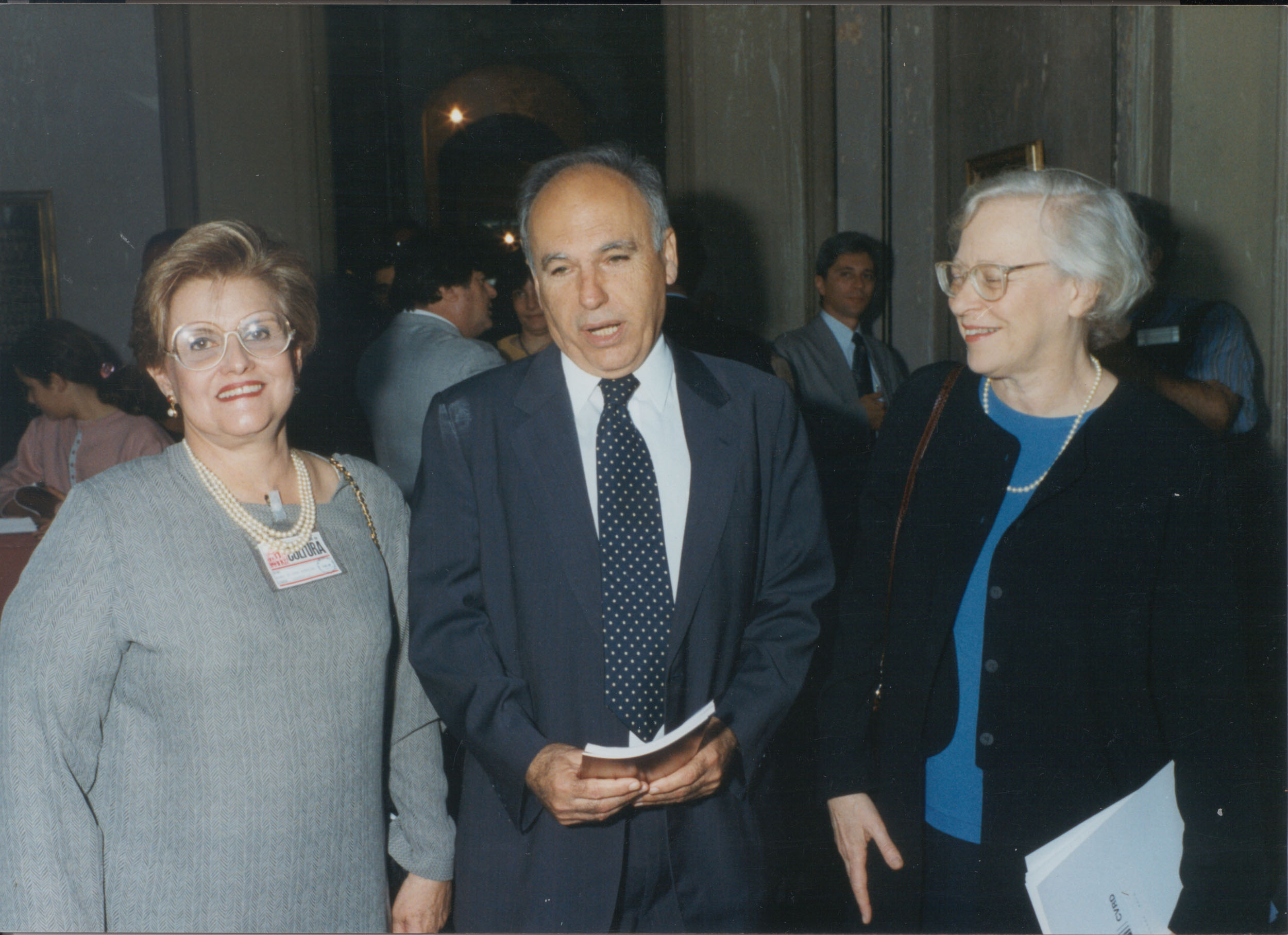
Norma de Góes Monteiro e Berenice Menegale em evento no Arquivo Público Mineiro em 1995.

Recebeu a Ordem Nacional do Mérito Científico em 1998 no grau de comendadora na categoria Ciências Humanas e Sociais.

## Publicações
Idéias políticas de Artur Bernardes : introdução, notas bibliográficas, cronologia e textos selecionados. (Organizadora) (1984)
O desafio dos arquivos nos Estados federalistas (1986)
Reflexões sobre o ensino arquivístico no Brasil (1988)
Imigração e colonização em Minas 1889-1930 (1994)
Dicionário Biográfico de Minas Gerais – Período Republicano – 1889-1991 (1994)
O Brasil de Clóvis Salgado (2007)